# Proposition (Ständeversammlung)
Mit dem Begriff Proposition (lat. Gesprächsthema) bezeichnete man ab dem Hochmittelalter und während der frühen Neuzeit u. a. einen Vorschlag oder eine Reihe von Forderungen und Vorschlägen (Steuern, Kriegszüge u. ä.) eines Fürsten an die auf dem Landtag (oder Reichstag) eines Territoriums versammelten Stände, über welche beraten und beschlossen werden sollte. 
Auf dem Reichstag des alten Reichs war die Proposition die vom Kaiser bzw. König festgelegte „Tagesordnung“ der Beratungen (d. h. deren Gegenstand), welche während des sog. „Reichsrats“ an die Stände zwecks Beratung übergeben wurde. In der Praxis kam dieses Propositionsrecht, dass eines der kaiserlichen Reservatrechte war, – modern gesprochen – einem Recht zur Gesetzesinitiative gleich. Die Ergebnisse der Beratung der Proposition wurde im Land- bzw. Reichstagsabschied festgehalten.